# پوچتسه (استان اشوی‌داشکسیه)
پوچتسه (به لهستانی: Pełczyce) یک منطقهٔ مسکونی در لهستان است که در گمینا بوگوریا واقع شده‌است. پوچتسه ۲۵۴٫۱ متر بالاتر از سطح دریا واقع شده‌است.